# Nasi (Rosja)

Flaga „Naszych”

Nasi (Młodzieżowy Demokratyczny Antyfaszystowski Ruch „Nasi”, ros. Молодежное демократическое антифашистское движение «Наши», Mołodieżnoje diemokraticzeskoje antifaszystskoje dwiżenije „Naszy”) – rosyjska organizacja młodzieżowa wspierana i finansowana przez rząd Rosji. Określa się sama jako demokratyczny ruch antyfaszystowski. Pod koniec 2007 roku liczyła około 120 tys. członków, w wieku pomiędzy 17 i 25 lat. Jej organizacją-córką jest organizacja Sieć.

## Krytyka
Organizacja Nasi została skrytykowana za kult Putina oraz praktyczne naśladownictwo Komsomołu oraz Hitlerjugend, przez co bywa nazywana Putinjugend (lub Putin Youth, w języku angielskim analogia tego wyrażenia).